# رابرت سی. کلارک
رابرت سی. کلارک (انگلیسی: Robert C. Clark؛ زادهٔ ۱۹۴۴ (۸۰–۸۱ سال)) وکیل و استاد دانشگاه اهل ایالات متحده آمریکا است. وی از سال ۱۹۸۹ تا ۲۰۰۳ رئیس مدرسه حقوق هاروارد بود.